# 닐스 크리스티
닐스 크리스티(노르웨이어: Nils Christie, 1928년 2월 24일 ~ , 노르웨이 오슬로)는 노르웨이의 사회학자이자, 범죄학자로, 오슬로 대학교 범죄학 교수이다. 그는 코펜하겐 대학교에서 명예 학위를 수여받았으며, 노르웨이 과학문학원(DNVA)의 회원이다.